# Lac de Rinella Sottano
Le lac de Rinella Sottano (lavu di Rinella suttanu) est un petit lac situé en Corse-du-Sud à 1 940 m d'altitude, au pied de la crête de Rinella, dans le massif du Monte Ritondu.